# Calverton, Virginia
Calverton är en ort i Fauquier County i delstaten Virginia, USA.